# كارابيلا (سيف)
كارابيلا كان نوعًا من السيوف البولندية (شابلا) المشهورة في الكومنولث البولندي الليتواني. يُعرّف المبارز البولندي فويتشخ زابلوكي الكارابيلا على أنها سيف مزخرف بمقبض على شكل رأس طائر وواقي متقاطع مفتوح.

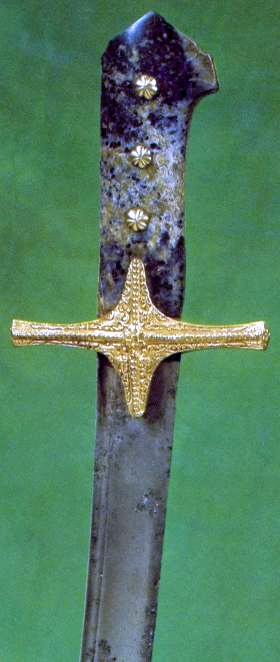
كارابيلا للملك سيغيسموند الثالث ملك بولندا

## أصل الكلمة
كلمة " كارابيلا" ليس لها أصل اسمي واضح، وقد تم اقتراح تفسيرات مختلفة.
- ويقترح زيجمونت جلوجر اشتقاق الاسم من اسم مدينة كربلاء العراقية المعروفة بتجارة هذا النوع من السيوف.[3]
- اقتراح آخر هو أن الاسم نشأ في تركيا، ويرتبط ببلدة كارابيل التركية في محيط إزمير، أو منطقة كارابيل في شبه جزيرة القرم.[4]